# Kousséri
Kousséri è una cittadina del nord del Camerun sulla sponda del fiume Logone, che marca la frontiera con il Ciad, ubicato alla confluenza dei fiumi Logone-Chari.

## Geografia
La città, il cui nome in epoca coloniale era Fort-Foureau, ed attualmente è capoluogo del dipartimento di Logone e Chari, nella Regione dell'Estremo Nord in Camerun. In città è presente un mercato, importante anche grazie agli scambi con il vicino Ciad. Kousséri si trova infatti a pochi chilometri dalla capitale del Ciad N'Djamena, ubicata oltre il confine naturale tra i due paesi. La città di Kousséri ospita molti gruppi etnici: Bornouans, Arabes-Choas, come pure sono numerosi i cittadini del vicino Ciad, attratti dalla tranquillità e dalle molteplici possibilità di commercio.

## Storia
Kousséri è una città le cui origini risalgono alla civiltà Sao (XI-XVI secolo). Il nome attuale è di origine araba (qussur: castelli). Nel XVI secolo fu la capitale di un regno, vassallo del reame di Kanem-Bornu, le cui élite erano meno islamizzate rispetto ai nostri giorni. Conquistata dall'esercito di Rabih al-Zubayr alla fine del XIX secolo, la città fu teatro della battaglia di Kousséri (22 aprile 1900), quando le truppe francesi comandate da Lamy, alleate al regno di Baguirmi, sconfissero Rabaih.
Nelle divisioni coloniali che subirono queste aree d'Africa, la città di Kousséri fu assegnata alla Germania fino alla fine della prima guerra mondiale. In seguito alla sconfitta della Germania, passò sotto il controllo francese prendendo il nome di Fort-Foureau, dall'esploratore sahariano Fernand Foureau, morto nel 1914, molto attivo nella regione. Dopo l'indipendenza del Camerun, ha ripreso il suo nome storico di Kousséri.